# برومهيكسين
برومهيكسين (بالإنجليزية: Bromhexine)‏ هو دواء حال للبلغم يستخدم في علاج اضطرابات الجهاز التنفسي المرتبطة بالمخاط اللزج أو المفرط. 
وقد حصل على براءة اختراع في عام 1961 ودخل حيز الاستخدام الطبي في عام 1966.

## الوظيفة
يهدف البرومهيكسين إلى دعم آليات الجسم لإزالة المخاط من الجهاز التنفسي. وهو مزيل للبلغم، حيث يزيد من إنتاج المخاط المصلي في الجهاز التنفسي مما يجعل البلغم أرق وأقل لزوجة. وهذا يؤدي إلى تأثير إفرازي بحيث يسمح للأهداب بنقل البلغم من الرئتين بسهولة أكبر. لهذا السبب غالبًا ما يضاف إلى أدوية السعال.